# Савкив, Богдан Игоревич
Богдан Игоревич Савкив (укр. Богдан Ігорович Савків; род. 28 августа 2001, Караганда) — казахстанский футболист, защитник клуба «Шахтёр» Караганда.

## Клубная карьера
Воспитанник карагандинского футбола. Футбольную карьеру начинал в 2018 году в составе клуба «Шахтёр М» во второй лиге. 17 августа 2021 года в матче против клуба «Кызыл-Жар» дебютировал в кубке Казахстана (1:8). 4 марта 2023 года в матче против клуба «Астана» дебютировал в казахстанской Премьер-лиге (1:2).

## Карьера в сборной
9 октября 2019 года дебютировал за сборную Казахстана до 19 лет в матче против сборной Хорватии до 19 лет (0:3).

## Достижения
«Шахтёр» Караганда
- Финалист Кубка Казахстана: 2021

## Клубная статистика
| Клуб               | Сезон            | Лига | Лига | Кубки | Кубки | Еврокубки | Еврокубки | Итого | Итого |
| Клуб               | Сезон            | Игры | Голы | Игры  | Голы  | Игры      | Голы      | Игры  | Голы  |
| ------------------ | ---------------- | ---- | ---- | ----- | ----- | --------- | --------- | ----- | ----- |
| Шахтёр (Караганда) | 2020             | 0    | 0    | —     | —     | —         | —         | 0     | 0     |
| Шахтёр (Караганда) | 2021             | —    | —    | 1     | 0     | —         | —         | 1     | 0     |
| Шахтёр (Караганда) | 2022             | —    | —    | 2     | 0     | —         | —         | 2     | 0     |
| Шахтёр (Караганда) | 2023             | 21   | 0    | 2     | 0     | —         | —         | 23    | 0     |
| Шахтёр (Караганда) | 2024             | 18   | 0    | 3     | 0     | —         | —         | 21    | 0     |
| Шахтёр (Караганда) | Итого            | 39   | 0    | 8     | 0     | —         | —         | 47    | 0     |
| → Шахтёр М         | 2018             | —    | —    | —     | —     | —         | —         | —     | —     |
| → Шахтёр М         | 2019             | 32   | 1    | —     | —     | —         | —         | 32    | 1     |
| → Шахтёр М         | 2021             | 2    | 0    | —     | —     | —         | —         | 2     | 0     |
| → Шахтёр М         | 2024             | 4    | 1    | —     | —     | —         | —         | 4     | 1     |
| → Шахтёр М         | Итого            | 38   | 2    | —     | —     | —         | —         | 38    | 2     |
| → Шахтёр-Булат     | 2020             | 10   | 0    | —     | —     | —         | —         | 10    | 0     |
| → Шахтёр-Булат     | 2021             | 22   | 2    | —     | —     | —         | —         | 22    | 2     |
| → Шахтёр-Булат     | 2022             | 25   | 0    | —     | —     | —         | —         | 25    | 0     |
| → Шахтёр-Булат     | Итого            | 57   | 2    | —     | —     | —         | —         | 57    | 2     |
| Всего за карьеру   | Всего за карьеру | 134  | 4    | 8     | 0     | —         | —         | 142   | 4     |